# Macrosiphoniella antennata
Macrosiphoniella antennata är en insektsart. Macrosiphoniella antennata ingår i släktet Macrosiphoniella och familjen långrörsbladlöss. Inga underarter finns listade i Catalogue of Life.